# Università di Lingua e Cultura cinese di Pechino
Università di Lingua e Cultura cinese di Pechino (BLCU; 北京语言大学S, Běijīng yǔyán dàxuéP), conosciuta colloquialmente in Cinese come Beiyu (北语S, BěiyǔP), è un'università di Pechino, l'unica nel suo genere in Cina visto che il suo obiettivo principale è quello di insegnare la lingua e la cultura Cinese agli studenti stranieri.
Oltre a ciò, essa ha anche come obiettivo l'educazione di studenti cinesi specializzati in lingue straniere e su altre materie importanti come le scienze umanistiche e sociali, preparare insegnanti di Cinese per gli studenti di altre lingue e preparazione intensive alle lingue straniere.